# Tranvia San Severo-Torremaggiore
La tranvia San Severo-Torremaggiore è stato un impianto di trasporto attivo fra il 1925 e il 1962. Fu un importante strumento di rilancio economico e sociale per la Capitanata, in quanto consentì di rompere l'isolamento di Torremaggiore e favorirne gli scambi commerciali con la vicina San Severo e, da qui, con la ferrovia Adriatica. 

## Storia

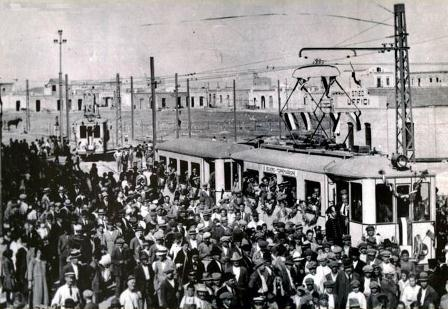
Convoglio inaugurale a Torremaggiore

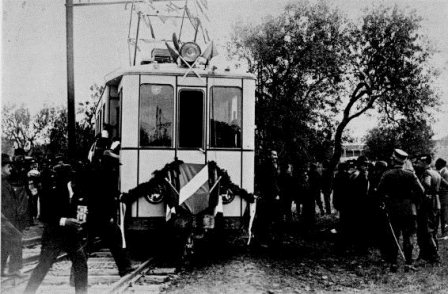
Nel 1925, in occasione della prima inaugurazione della tranvia, un tram fu sviato costringendo le autorità intervenute a percorrere un breve tratto a piedi

Il piazzale della stazione di San Severo con un tram per Torremaggiore in una cartolina degli anni quaranta

Sin dal tardo Ottocento, con l'avvio in esercizio della ferrovia Adriatica, a Torremaggiore e nei vicini comuni di San Paolo di Civitate e Serracapriola prese piede un'istanza per assicurare i collegamenti di quella porzione di Capitanata con l'asse ferroviario, ma solo al 1911 risale il progetto della tranvia, ad opera di Luigi Grassi, che chiese ai comuni interessati la concessione del suolo stradale. Tale istanza, anche a seguito delle vicende belliche nel frattempo intervenute, fu accolta molto più tardi.
La fornitura dell'impianto, comprensivo di materiale rotabile, avvenne a opera della Compagnia Generale di Elettricità, che completò i lavori consentendo l'inaugurazione del servizio il 25 agosto 1925. Per l'esercizio della linea, Grassi fondò la Società Tranvie ed Industrie Elettriche della Capitanata (STIEC), di cui divenne amministratore unico.
Una seconda inaugurazione avvenne il 19 giugno 1927, alla presenza del segretario del partito nazionale fascista Augusto Turati, allorché l'impianto fu dotato di un breve raccordo con lo scalo ferroviario di San Severo.
La morte di Luigi Grassi, avvenuta nel 1956, coincise con l'inizio del declino della tranvia, che fino ad allora aveva goduto di buoni risultati di esercizio al punto che la STIEC non doveva richiedere sussidi chilometrici. L'azienda non intese effettuare investimenti per il rinnovo del materiale rotabile, che si sarebbero resi necessari per fronteggiare la crescente concorrenza stradale, conseguendo però utili via via sempre più esigui.
Il 31 marzo 1962 la tranvia cessò di funzionare e venne sostituita da un autoservizio.

## Caratteristiche tecniche
La linea fu costruita a scartamento normale ed alimentata alla tensione continua di 800 V; la sottostazione elettrica di alimentazione era situata a Torremaggiore, nelle adiacenze del capolinea e del deposito-officina sociale.
Originata dal piazzale antistante la stazione di San Severo e raccordata allo scalo di quest'ultima, la tranvia impegnava dapprima il viale di circonvallazione nord (viale II Giugno) tenendosi su lato interno, come si evince da una cartina del 1948.
Il percorso, che per la maggiore altitudine di Torremaggiore si presentava in leggera ascesa, si manteneva poi sul lato dell'attuale strada provinciale 30; in occasione dell'allargamento di quest'ultima fu realizzato un cordolo di separazione rispetto al binario tranviario, che assumeva così caratteristiche di sede propria.
Il capolinea era situato poco oltre la fermata posta di fronte all'edificio scolastico "San Giovanni Bosco" di via Italia (attuale via Sacco e Vanzetti), mentre numerose erano le fermate facoltative presenti lungo il percorso.
Le corse impiegavano una ventina di minuti, soste intermedie comprese, per portare i viaggiatori da Torremaggiore alla stazione ferroviaria di San Severo, con un orario studiato per favorire le coincidenze con i treni arrivando, nel secondo dopoguerra, a una trentina di corse.

### Percorso
|  | Unknown route-map component "uexKBHFa" |

|  | Unused straight waterway |

|  | Unknown route-map component "uexBHF" |

|  | Unused straight waterway | Unknown route-map component "STR+l" | Unknown route-map component "CONTfq" |  |

|  | Unknown route-map component "uexBHF" | Station on track |  |  |

|  | Unknown route-map component "uexSTRl" | Unknown route-map component "emABZg+r" |  |  |

|  | Unknown route-map component "CONTgq" | One way rightward |  |  |

## Materiale rotabile
Il materiale rotabile fornito da OM e CGE consisteva in una coppia di elettromotrici a due assi ed altrettante rimorchiate destinate al servizio viaggiatori, e da una locomotiva tranviaria con vano bagagli per quello merci.
Le elettromotrici, numerate 1÷2 erano bidirezionali, miste di prima e seconda classe, mentre le rimorchiate, numerate 21÷22, disponevano solo di quest'ultimo allestimento.
Quale materiale rimorchiato per il servizio merci, oltre ad alcuni carri pianali sociali, erano utilizzati normali carri ferroviari in servizio cumulativo, motivo per cui la locomotiva della tranvia era dotato di doppi organi di trazione e repulsione.